# San Francisco 49ers 2023
La stagione 2023 dei San Francisco 49ers è stata la 74ª della franchigia nella National Football League, la settima con Kyle Shanahan come capo-allenatore.
La squadra vinse tutte le prime cinque gare rimanendo, assieme ai Philadelphia Eagles, l'ultima squadra imbattuta della lega, prima di perdere contro i Cleveland Browns nel sesto turno, la prima di tre sconfitte consecutive.. Dopo la settimana di pausa, i 49ers vinsero sei gare consecutive e, con una vittoria nella settimana 14 contro i rivali dei Seattle Seahawks, assieme alla sconfitta dei Green Bay Packers contro i New York Giants  nel Monday Night Football, divennero la prima squadra a qualificarsi per i playoff nel 2023, la quarta qualificazione delle ultime cinque stagioni. La settimana successiva la squadra si aggiudicò il titolo della NFC West con una vittoria per 45–29 sugli Arizona Cardinals. Con una vittoria per 27–10 nella settimana 17 contro i Washington Commanders e le sconfitte dei Detroit Lions e dei Philadelphia Eagles, i 49ers si aggiudicarono la prima testa di serie nel tabellone della NFC per la prima volta dal 2019.
Dopo una vittoria per 24–21 nel divisional round dei playoff contro i Packers, San Francisco si qualificò per la quarta finale della NFC nelle ultime cinque stagioni. Lì, contro i Lions, i 49ers rimontarono uno svantaggio di 24-7 alla fine del primo tempo, andando a vincere per 34-31 e stabilendo un record per la maggior rimonta alla fine del primo tempo in una finale di conference. Per ironia della sorte, i 49ers erano stati l'ultima squadra a rimontare uno svantaggio di 17 punti in una finale di conference, nel 2012 contro gli Atlanta Falcons. Con questa vittoria i 49ers si qualificarono per il secondo Super Bowl in cinque stagioni, l'ottavo complessivo. La squadra affronterà i 49ers Kansas City Chiefs nel Super Bowl LVIII, la squadra che li aveva battuti l'ultima volta nel Super Bowl LIV per 31–20.
I 49ers conclusero la stagione tra le prime dieci in diverse categoria offensive e difensive. In attacco la squadra segnò 491 punti, terza nella lega e secondo massimo della storia della squadra dopo il 1994 quando segnò 505 punti. Finirono anche secondi con 398,4 yard a partita, quarti in yard passate a partita e terzi in yard corse a partita. Stabilirono anche un record NFL diventando la prima squadra nella storia della ad avere quattro giocatori con almeno 1.000 yard dalla linea di scrimmage, con Deebo Samuel (1.085), George Kittle (1.022), Christian McCaffrey (2.023) e Brandon Aiyuk (1.317). In difesa, i 49ers finirono terzi in punti subiti a partita (17,5)  e primi con 22 intercetti (alla pari con i Chicago Bears).

## Scelte nel Draft 2023
| Scelte dei 49ers nel Draft 2023 |        |                                   |                                   |                                   |                                 |
| Giro                            | Scelta | Giocatore                         | Ruolo                             | College                           | Note                            |
| 1                               | 29     | Scambiata con i Miami Dolphins    | Scambiata con i Miami Dolphins    | Scambiata con i Miami Dolphins    |                                 |
| 2                               | 61     | Scambiata con i Carolina Panthers | Scambiata con i Carolina Panthers | Scambiata con i Carolina Panthers |                                 |
| 3                               | 93     | Scambiata con i Carolina Panthers | Scambiata con i Carolina Panthers | Scambiata con i Carolina Panthers |                                 |
| 3                               | 87     | Ji'Ayir Brown                     | S                                 | Penn State                        | Dai Vikings                     |
| 3                               | 99     | Jake Moody                        | K                                 | Michigan                          | 2020 Resolution JC-2A selection |
| 3                               | 101    | Cameron Latu                      | TE                                | Alabama                           | 2020 Resolution JC-2A selection |
| 3                               | 102    | Scambiata con i Minnesota Vikings | Scambiata con i Minnesota Vikings | Scambiata con i Minnesota Vikings | 2020 Resolution JC-2A selection |
| 4                               | 132    | Scambiata con i Carolina Panthers | Scambiata con i Carolina Panthers | Scambiata con i Carolina Panthers |                                 |
| 5                               | 155    | Darrell Luter Jr.                 | CB                                | South Alabama                     | Dai Dolphins                    |
| 5                               | 164    | Scambiata con i Minnesota Vikings | Scambiata con i Minnesota Vikings | Scambiata con i Minnesota Vikings |                                 |
| 5                               | 173    | Robert Beal Jr.                   | LB                                | Georgia                           | Scelta compensatoria            |
| 6                               | 207    | Scambiata con gli Houston Texans  | Scambiata con gli Houston Texans  | Scambiata con gli Houston Texans  |                                 |
| 6                               | 216    | Dee Winters                       | LB                                | TCU                               | Scelta compensatoria            |
| 7                               | 222    | Scambiata con i Minnesota Vikings | Scambiata con i Minnesota Vikings | Scambiata con i Minnesota Vikings | Dai Broncos                     |
| 7                               | 247    | Brayden Willis                    | TE                                | Oklahoma                          |                                 |
| 7                               | 253    | Ronnie Bell                       | WR                                | Michigan                          | Scelta compensatoria            |
| 7                               | 255    | Jalen Graham                      | LB                                | Purdue                            | Scelta compensatoria            |

## Staff
| Staff dei San Francisco 49ers |
| --- |
| Organi dirigenziali - Co-chairmen – John e Denise DeBartolo York - Chief executive officer – Jed York - Presidente – Al Guido - Chief administrative officer e consulente generale - Hanna Gordon - General manager – John Lynch - Assistente general manager – Adam Peters - Vice presidente esecutivo delle operazioni del football – Paraag Marathe - Vice presidente e consulente senior – Keena Turner - Vice presidente del personale dei giocatori - Ethan Waugh - Direttore del personale dei giocatori – Ran Carthon - Direttore del personale professionistico – R.J. Gillen - Direttore degli osservatori del college – Tariq Ahmad - Vice presidente dell'amministrazione del football – Brian Hampton Capo allenatore - Capo-allenatore – Kyle Shanahan - Capo dello staff degli allenatori – Nick Kray - Assistente capo-all./running back – Anthony Lynn Altri allenatori - Preparatore atletico – Dustin Perry - Assistente p.a. – Aaron Hill - Assistente p.a. – Mike Nicolini - Monitoraggio delle prestazioni – Shea Thompson Allenatori dell'attacco - Coordinatore gioco sui passaggi – Bobby Slowik - Quarterback – Brian Griese - Assistente quarterback – Klay Kubiak - Wide receiver – Leonard Hankerson - Tight end – Brian Fleury - Offensive line/gioco sulle corse – Chris Foerster - Assistente offensive line – James Cregg - Assistente offensive line – Joe Graves - Controllo qualità attacco – Asauni Rufus - Controllo qualità attacco – Deuce Schwartz Allenatori della difesa - Coordinatore difensivo – Steve Wilks - Defensive line – Kris Kocurek - Assistente defensive line – Darryl Tapp - Linebacker – Johnny Holland - Gioco sui passaggi/secondary – Cory Undlin - Safety – Daniel Bullocks - Controllo qualità difesa – Stephen Adegoke - Controllo qualità difesa – Andrew Hayes-Stoker - Assistente difesa – Nick Sorensen Allenatori dello special team - Coordinatore special team – Brian Schneider - Assistente special team – Matthew Harper - Controllo qualità special team – August Mangin |

## Roster
| Roster dei San Francisco 49ers |
| --- |
| Quarterback - 17 Brandon Allen - 14 Sam Darnold - 13 Brock Purdy Running Back - 44 Kyle Juszczyk FB - 24 Jordan Mason - 23 Christian McCaffrey - 25 Elijah Mitchell Wide Receiver - 11 Brandon Aiyuk - 10 Ronnie Bell - 84 Chris Conley - 15 Jauan Jennings - 3 Ray-Ray McCloud - 19 Deebo Samuel Tight End - 85 George Kittle - 9 Brayden Willis - 89 Charlie Woerner Offensive Linemen - 65 Aaron Banks G - 78 Ben Bartch G - 64 Jake Brendel C - 74 Spencer Burford G - 55 Jon Feliciano C - 68 Colton McKivitz T - 76 Jaylon Moore T - 75 Matt Pryor T - 71 Trent Williams T Defensive Linemen - 91 Arik Armstead DT - 51 Robert Beal Jr. DE - 97 Nick Bosa DE - 90 Kevin Givens DT - 5 Randy Gregory DE - 98 Javon Hargrave DT - 69 Sebastian Joseph-Day DT - 99 Javon Kinlaw DT - 92 Chase Young DE Linebacker - 48 Oren Burks OLB - 45 Demetrius Flannigan-Fowles MLB - 50 Jalen Graham OLB - 57 Dre Greenlaw OLB - 54 Fred Warner MLB - 53 Dee Winters OLB Defensive Back - 27 Ji'Ayir Brown FS - 31 Tashaun Gipson FS - 2 Deommodore Lenoir CB - 28 Darrell Luter Jr. CB - 30 George Odum SS - 26 Isaiah Oliver CB - 33 Logan Ryan SS - 20 Ambry Thomas CB - 7 Charvarius Ward CB - 0 Samuel Womack CB Special Team - 4 Jake Moody K - 46 Taybor Pepper LS - 18 Mitch Wishnowsky P Lista delle riserve - -- Isaac Alarcón T (Futures) - 93 Kalia Davis DT (IR) - 82 Ross Dwelley TE (IR) - 94 Clelin Ferrell DE (IR) - 6 Danny Gray WR (IR) - 29 Talanoa Hufanga SS (IR) - 95 Drake Jackson DE (IR) - 81 Cameron Latu TE (IR) - 63 Nick Zakelj G (IR) Squadra di allenamento - 58 Alex Barrett DE - 40 Austin Bryant DE - 66 Jesse Davis T - 32 Tyrion Davis-Price RB - 77 Alfredo Gutiérrez T - 60 Sebastian Gutierrez T - 38 Kemon Hall CB - 35 Erik Harris FS - 41 Tayler Hawkins S (Practice squad/Injured) - 61 Corey Luciano C - 86 Tay Martin WR - 96 T.Y. McGill DT - 43 Terrance Mitchell CB - 67 Sam Okuayinonu DE - 59 Curtis Robinson OLB - 83 Willie Snead WR - 88 Jake Tonges TE - 56 Spencer Waege DE - 22 Jason Verrett CB (Practice squad/Injured) Roster aggiornato al 3 febbraio 2024 53 attivi, 9 inattivi, 16 nella squadra di allenamento |
| Legenda - I rookie sono in corsivo. - Il primo ruolo è il principale mentre gli eventuali successivi indicano i ruoli secondari. - (IR) sta per Injured Reserve ed indica la lista ristretta per un solo giocatore infortunato che può tornare ad allenarsi dopo la settimana 6 e a rientrare in prima squadra dopo che questa ha giocato 8 partite. - (NF-Inj.) / (NF-Ill.) stanno rispettivamente per Non-Football Injured e Non-Football Illness ed indicano le liste dove viene inserito un giocatore che ha un infortunio o una malattia non dipendente dal football americano. - (PUP) sta per Physically Unable to Perform ed indica la lista dove viene inserito un giocatore mentre è in attesa di recuperare la condizione fisica. Nella stagione regolare dopo la sesta partita giocata dalla propria squadra, il giocatore ha tempo tre settimane per riprendere ad allenarsi, più tre settimane aggiuntive dal suo rientro agli allenamenti per rientrare in prima squadra. |

## Precampionato
Il 26 maggio 2023 furono definite le gare del precampionato.
| Precampionato |           |           |                      |           |        |                   |            |         |
| Settimana     | Data      | Ora (PT)  | Avversario           | Risultato | Record | Stadio            | TV         | Sintesi |
| 1             | 13 agosto | 1:00 p.m. | @ Las Vegas Raiders  | S 7-34    | 0-1    | Allegiant Stadium | KPIX (CBS) | Sintesi |
| 2             | 19 agosto | 5:30 p.m. | Denver Broncos       | V 21-20   | 1-1    | Levi's Stadium    | KPIX       | Sintesi |
| 3             | 25 agosto | 7:00 p.m. | Los Angeles Chargers | S 12-23   | 1-2    | Levi's Stadium    | KPIX       | Sintesi |

## Stagione regolare

### Calendario
Il calendario della stagione regolare 2023 fu reso noto l'11 maggio 2023. Data e orario della gara di settimana 18 furono stabilite il 31 dicembre 2023, dopo lo svolgimento del diciassettesimo turno.
| Stagione regolare |                     |                     |                         |                     |                     |                          |                     |                     |
| Settimana         | Data                | Ora (PT)            | Avversario              | Risultato           | Record              | Stadio                   | TV                  | Sintesi             |
| 1                 | 10 settembre        | 10:00 a.m.          | @ Pittsburgh Steelers   | V 30-7              | 1-0                 | Acrisure Stadium         | Fox                 | Sintesi             |
| 2                 | 17 settembre        | 1:05 p.m.           | @ Los Angeles Rams      | V 30-23             | 2-0                 | SoFi Stadium             | Fox                 | Sintesi             |
| 3                 | 21 settembre        | 5:15 p.m.           | New York Giants (T)     | V 30-12             | 3-0                 | Levi's Stadium           | Prime Video         | Sintesi             |
| 4                 | 1º ottobre          | 1:25 p.m.           | Arizona Cardinals       | V 35-16             | 4-0                 | Levi's Stadium           | Fox                 | Sintesi             |
| 5                 | 8 ottobre           | 5:20 p.m.           | Dallas Cowboys (S)      | V 42-10             | 5-0                 | Levi's Stadium           | NBC                 | Sintesi             |
| 6                 | 15 ottobre          | 10:00 a.m.          | @ Cleveland Browns      | S 17-19             | 5-1                 | Cleveland Browns Stadium | Fox                 | Sintesi             |
| 7                 | 23 ottobre          | 5:15 p.m.           | @ Minnesota Vikings (M) | S 17-22             | 5-2                 | U.S. Bank Stadium        | ESPN                | Sintesi             |
| 8                 | 29 ottobre          | 1:25 p.m.           | Cincinnati Bengals      | S 17-31             | 5-3                 | Levi's Stadium           | CBS                 | Sintesi             |
| 9                 | Settimana di riposo | Settimana di riposo | Settimana di riposo     | Settimana di riposo | Settimana di riposo | Settimana di riposo      | Settimana di riposo | Settimana di riposo |
| 10                | 12 novembre         | 10:00 a.m.          | @ Jacksonville Jaguars  | V 34-3              | 6-3                 | EverBank Stadium         | Fox                 | Sintesi             |
| 11                | 19 novembre         | 1:05 p.m.           | Tampa Bay Buccaneers    | V 27-14             | 7-3                 | Levi's Stadium           | Fox                 | Sintesi             |
| 12                | 23 novembre         | 5:20 p.m.           | @ Seattle Seahawks (TD) | V 31-13             | 8-3                 | Lumen Field              | NBC                 | Sintesi             |
| 13                | 3 dicembre          | 1:25 p.m.           | @ Philadelphia Eagles   | V 42-19             | 9-3                 | Lincoln Financial Field  | Fox                 | Sintesi             |
| 14                | 10 dicembre         | 1:05 p.m.           | Seattle Seahawks        | V 28-16             | 10-3                | Levi's Stadium           | Fox                 | Sintesi             |
| 15                | 17 dicembre         | 1:05 p.m.           | @ Arizona Cardinals     | V 45-29             | 11-3                | State Farm Stadium       | CBS                 | Sintesi             |
| 16                | 25 dicembre         | 5;15 p.m.           | Baltimore Ravens (M)    | S 19-33             | 11-4                | Levi's Stadium           | ABC                 | Sintesi             |
| 17                | 31 dicembre         | 10:00 a.m.          | @ Washington Commanders | V 27-10             | 12-4                | FedEx Field              | Fox                 | Sintesi             |
| 18                | 7 gennaio           | 1:25 p.m.           | Los Angeles Rams        | S 20-21             | 12-5                | Levi's Stadium           | Fox                 | Sintesi             |

Note:
- Gli avversari della propria division sono in grassetto.
- Il simbolo "@" indica una partita giocata in trasferta.
- (M) indica il Monday Night Football, (T) il Thursday Night Football, (S) il Sunday Night Football e (TD) una partita giocata il Thanksgiving day.

## Play-off
Al termine della stagione regolare i 49ers arrivarono primi nella NFC West con un record di 12 vittorie e 5 sconfitte, qualificandosi ai play-off con la testa di serie numero 1 e avendo così diritto di iniziare direttamente dal secondo turno, i Divisional Play-off.
| Play-off         |                                           |                                           |                                           |                                           |                                           |                                           |                                           |                                           |
| Turno            | Data                                      | Ora (PT)                                  | Avversario (seed)                         | Risultato                                 | Record                                    | Stadio                                    | TV                                        | Sintesi                                   |
| Wild Card        | qualificati direttamente al secondo turno | qualificati direttamente al secondo turno | qualificati direttamente al secondo turno | qualificati direttamente al secondo turno | qualificati direttamente al secondo turno | qualificati direttamente al secondo turno | qualificati direttamente al secondo turno | qualificati direttamente al secondo turno |
| Divisional       | 20 gennaio                                | 5:15 p.m.                                 | Green Bay Packers (7)                     | V 24-21                                   | 1-0                                       | Levi's Stadium                            | Fox                                       | Sintesi                                   |
| NFC Championship | 28 gennaio                                | 3:30 p.m.                                 | Detroit Lions (3)                         | V 34-31                                   | 2-0                                       | Levi's Stadium                            | Fox                                       | Sintesi                                   |
| Super Bowl LVIII | 11 febbraio                               | 3:30 p.m.                                 | Kansas City Chiefs (A3)                   | S 22-25 (DTS)                             | 2-1                                       | Allegiant Stadium                         | CBS                                       | Sintesi                                   |

## Premi
- Christian McCaffrey:

giocatore offensivo dell'anno

### Premi settimanali e mensili
- Brandon Aiyuk:

giocatore offensivo della NFC della settimana 1
- Christian McCaffrey:

running back della settimana 1
running back della settimana 2
giocatore offensivo della NFC del mese di settembre
giocatore offensivo della NFC della settimana 4
running back della settimana 4
running back della settimana 12
running back della settimana 14
- Fred Warner:

difensore della NFC della settimana 5
- Nick Bosa:

difensore della NFC della settimana 10
- Brock Purdy:

giocatore offensivo della NFC della settimana 11
quarterback della settimana 11
quarterback della settimana 13
quarterback della settimana 14
- Deebo Samuel:

giocatore offensivo della NFC della settimana 13